# كلانك
كلانك هي قرية في مقاطعة طالقان، إيران. يقدر عدد سكانها بـ 91 نسمة بحسب إحصاء 2016.